# Gertrude Pressburger
Gertrude Pressburger (Vienna, 11 luglio 1927 – 31 dicembre 2021) è stata una sopravvissuta all'Olocausto.

## Biografia
Gertrude Pressburger e i suoi due fratelli minori crebbero in una famiglia modesta, dove il padre faceva il falegname. La famiglia si convertì dal giudaismo al cattolicesimo all'inizio degli anni '30, ma neanche questo atto di assimilazione protesse la famiglia. Nel 1937, mentre la madre di Gertrude stava stendendo il bucato nel cortile, qualcuno dei piani superiori la aggredì, lanciandole addosso una padella di ghisa.
Subito dopo l'annessione dell'Austria, Gertrude e suo fratello non poterono più frequentare la scuola e il padre perse il lavoro. Senza mai essere stato politicamente attivo, suo padre venne arrestato e torturato dalla Gestapo "per attività clandestine da comunista". Dopo il suo rilascio, solo per caso, la famiglia riuscì a ottenere un visto per la Jugoslavia. Il viaggio li portò a Zagabria nel settembre 1938 e da lì, attraverso l'Italia, la famiglia si diresse verso la Francia, ma il passaggio fallì. Tornata in Jugoslavia, la famiglia fu arrestata nel 1944 e deportata ad Auschwitz.
La madre ed entrambi i fratelli furono uccisi all'arrivo, il padre morì mentre si recava in un altro campo. Poco prima della fine della guerra, Pressburger fu rilasciata in uno scambio di prigionieri organizzato dal funzionario della Croce Rossa svedese Folke Bernadotte. Arrivò in Svezia attraverso la Danimarca, dove i sopravvissuti ai campi di concentramento furono assistiti su iniziativa del re svedese Gustavo V. Il giorno del suo diciottesimo compleanno conobbe Bruno Kreisky, che all'epoca era presidente della "Associazione Austriaca in Svezia". Di ritorno a Vienna, non mise più piede a Belghofergasse a Vienna-Meidling, l'antica residenza della famiglia.

### Videomessaggio e autobiografia
Divenne nota come Frau Gertrude, grazie al videomessaggio di cinque minuti trasmesso pochi giorni prima delle elezioni presidenziali in Austria del 2016, dove metteva in guardia sulle discriminazione e sull'odio. Il fattore scatenante fu l'irritazione per la dichiarazione del leader del FPÖ ed ex vicecancelliere Heinz-Christian Strache secondo cui "a medio termine una guerra civile non è improbabile". Il video venne pubblicato sulla pagina Facebook del candidato alla presidenza Alexander Van der Bellen, ricevendo in quattro giorni quasi tre milioni di visualizzazioni e molte condivisioni. Anche i media stranieri riportarono questo messaggio, descritto come probabilmente decisivo per le elezioni.
Nel gennaio 2018, Gertrude Pressburger in collaborazione con la giornalista Marlene Groihofer pubblicò la sua autobiografia intitolata Gelebt, erlebt, überlebt. La pubblicazione ebbe una grande copertura mediatica. Spiegel Online ha definito il libro "un documento deprimente ma anche commovente della storia contemporanea". La scrittrice austriaca Eva Menasse ha elogiato il modo in cui Pressburger ha raccontato la propria storia "con un'incantevole miscela di delicatezza e risolutezza".

## Opere
- Gertrude Pressburger, Marlene Groihofer, Gelebt, erlebt, überlebt., postfazione di Oliver Rathkolb, Zsolnay, Vienna, 2018, ISBN 978-3-552-05890-3.